# Sakura taisen - Ōka kenran
Sakura taisen - Ōka kenran (サクラ大戦 桜華絢爛?, Sakura taisen - Ōka kenran, lett. "La grande guerra dei fiori di ciliegio - I bellissimi ciliegi fioriti"), è una serie OAV giapponese, prima uscita del merchandise legato a Sakura Wars.
La serie, attualmente inedita in Italia, consiste di quattro episodi di mezzora l'uno che seguono la storia raccontata nel videogioco Sakura taisen.

## Trama
Anno 1920. L'oscurità e i demoni stanno attaccando Tokyo. La Flower Division è uno speciale corpo dell'esercito giapponese creato con lo scopo di combattere le forze del male. Gli appartenenti a questa divisione sono quasi esclusivamente giovani donne, dotate di particolari abilità psichiche, grazie alle quali sono in grado di pilotare dei potentissimi mecha, unico ed ultimo baluardo dell'umanità per sconfiggere i demoni.

## Lista episodi
| Titolo italiano (tradotto) Giapponese 「Kanji」 - Rōmaji                                                      | In onda          | In onda |
| Titolo italiano (tradotto) Giapponese 「Kanji」 - Rōmaji                                                      | Giapponese       |         |
| Hanaikusa la capitale dei fiori 「華の都の花いくさ」 - Hana no miyako no Hanaikusa                            | 18 dicembre 1997 |         |
| Lo spirito del ciliegio in fiore attacca! 「桜の花に放てよ神剣」 - Sakura no hana ni hanate yo shinken        | 25 febbraio 1998 |         |
| La primavera è il momento per le prime battaglie di Yayoi 「春は弥生の初戦闘」 - Haru wa Yayoi no hatsu sentō | 25 maggio 1998   |         |
| Sogno di una notte di mezza estate 「真夏の夢の夜」 - Manatsu no yume no yoru                                 | 25 luglio 1998   |         |

## Personaggi e doppiatori
- Sakura Shinguji: Chisa Yokoyama
- Ayame Fujieda: Ai Orikasa
- Iris Chateaubriand: Kumiko Nishihara
- Kanna Kirishima: Mayumi Tanaka
- Sumire Kanzaki: Michie Tomizawa
- Maria Tachibana: Urara Takano
- Ri Kōran: Yuriko Fuchizaki
- Kasumi Fujii: Akemi Okamura
- Ichirō Ōgami: Akio Suyama

## Colonna sonora
Sigla di apertura
- "Geki! Teikoku Kagekidan", cantata da Chisa Yokoyama & The Teikoku Kagekidan.

Sigla di chiusura
- "Watashi no aozora", cantata da Ai Orisaka (eps. 1-3).
- "Hanasaku otome", cantata The Teikoku Kagekidan (ep. 4).